# ローレンス・ワシントン (1602-1653)
ローレンス・ワシントン（Lawrence Washington、1602年 - 1653年1月21日）は、イングランドの牧師。ジョージ・ワシントンの高祖父。

## 家族
ノーサンプトンシャーのSulgrave Manorに、ローレンス・ワシントン（1565年 - 1616年9月13日）の五男として生まれた。 祖父はSulgraveのロバート・ワシントン（1544年頃 - 1619年）、祖母はウォリックシャー、ラドウェイのウォルター・ライトの娘エリザベス・ライト。母マーガレット・バトラー（1651年3月16日死去）はサセックス、クックフィールドTyesホールのウィリアム・バトラーの長女で、その母（祖母）マーガレット・グリークはランカシャー、パルスターズのジェントルマン、トーマス・グリークの娘であった。曽祖父はランカシャー、ウォートンのジョン・ワシントンの長男ローレンス・ワシントン（1500年頃 - 1584年）であった。曾祖母マーガレット・キットソンはトーマス・キットソンの姉妹である。
7人の兄弟、ロバート、ジョン、ウィリアム、リチャード、トーマス、グレゴリー、ジョージ、そして9人の姉妹、エリザベス、ジョアン、マーガレット、アリス、フランシス、エイミー、ルーシー、バーバラ、ジェーンがいた。兄ウィリアムは、ジョージ・ヴィリアーズの異母姉アン・ヴィリアーズと結婚した。

## 経歴
1619年、ブレーズノーズ・カレッジに入学し、1623年に学士号を得て卒業した。数日以内に大学のフェローに選出された。1626年、彼はMA文学修士号を得た。1627年にlector、1631年8月26日にはproctorに任命された。1632年に神学の学位を取得し、理由は不明であるが、大学を去った。この辞任は、同大でウィリアム・ロードの代理を務めることが困難であった、または1633年12月に結婚して息子ジョンが生まれたためかのどちらかが理由と思われる。
大学に'17s 10dを個人的に、信頼する生徒に £9 5s 9d（約$190、今日の価値で$1,984.85）を残した。大学の書籍には以下のことが記されている: 'Mr Washington to be sued', but it seems no lawsuit was ever filed.。以下の記録もある:
In 1924 a party of Canadian and American lawyers were shown the account of these debts during a visit to the College, and they suggested that they should pay the personal debt of 17s 10d, subject to no interest being charged. A pound note was produced amidst much laughter. Unfortunately this light hearted gesture was not appreciated by some of George Washington's more seriously minded supporters. A letter to the Daily Express and an article in the New York Herald both denied that any debt had ever existed.
オックスフォードのカーファックスでGiles Widdowes牧師の所に身を寄せた。Widdowesはキャサリン・ヴィリアーズの牧師であり、またヴィリアーズはワシントンの義理の姉アン・ヴィリアーズを通して親戚であった。
1632年、エセックスのPurleighの教区牧師に就任した。1643年、イングランド内戦で職を失った。
The benefice of Lawrence Washington, Rector of Purleigh in the County of Essex, is sequestered, for that he is a common frequenter of Ale-houses, not only himself sitting daily, tippling there but also encouraging others in that beastly vice, and hath been oft drunk, and hath said that the Parliement have more Papists belonging to them in their Armies than the King had about him or in his Army, and that the Parliements Army did more hurt than the Cavaleers, and that they did none at all And hath published them to be Traitours, that lend to or assist the Parliament.
エセックスのリトルブラックス・テッドの牧師となった。妻は一緒に行かなかったと考えられる。義父の死後、義母はトリングのアンドリュー・ノウリングと結婚し、アンフィリスとその子供たちは、継父と住んでいたと考えられる。ノウリングは1649年1月13日付けの遺書をワシントンと彼の母親アンフィリスに残した。:
Item I will give and bequeath unto Lawrance Washington the younger (my godsonne) all my freehould Landes and Tenemtes whatsoeur lying and being within the Parish of Tring aforesaid or else where within the Realme of England. To haue and to hould the same to him and his heires for euer. Item I give and bequeath unto Amphilis Washington my daughter in lawe (& mother of the said Lawrance) the some of Threescore poundes of Currt mony of England to be paid her within six months after my decease.

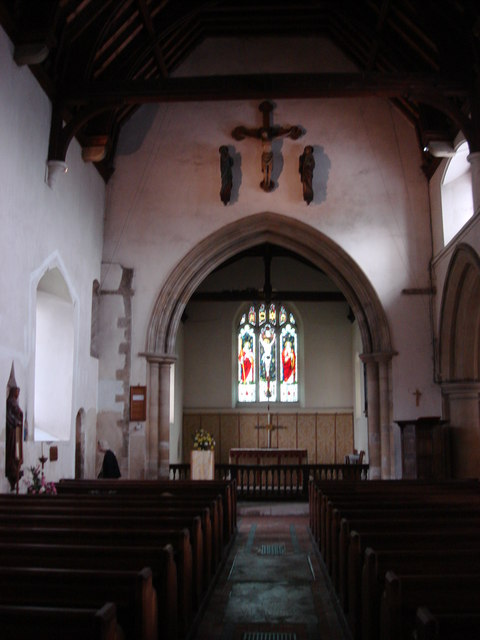
オールセインツ教会

貧困の中で死亡し、エセックス州マルドンのオールセインツ教会に埋葬された。財産はほとんど残さなかった。
3人の子供がアメリカのバージニア植民地に移住した。メードストンの衡平法裁判所で事務官をしていた叔父ローレンス・ワシントン（1619年没）は、未亡人メアリー・アーガル（1598年没）と結婚し、その連れ子サミュエル・アーガルもバージニアに移住している。
1928年、マルデン市民から、ワシントン家を記念し、マルドンのオールセインツ教会にWashington windowが寄贈された。

## 結婚
1633年12月にノーサンプトンシャー、リトルクリートンのジョンTwigdenの共同相続人(by アン・ディケンズ)、娘のAmphilis Twigden (1602年2月2日洗礼)と結婚し、 3人の息子と3人の娘がいた。:
- ジョン・ワシントン - 1633年4月に生まれた。1656年にバージニア州に移住した。ジョージ・ワシントンの曽祖父に当たる。[17]
- ローレンス・ワシントン - 1635年6月18日にトリングオンで洗礼を受けた。1659年5月以前にバージニア州に移住したが、イングランドに戻り、ベッドフォードシャールートンで商人となった。ルートンの郷紳エドモンド・ジョーンズの娘メアリー・ジョーンズと結婚し、息子チャールズ、娘メアリーを儲けた。1667年9月27日前にバージニア州に二度目に移住した。次に、1669年頃、バージニア州のウィリアム・ジョーンズの娘で、アンソニー・ホスキンスとアレクサンダー・フレミングの未亡人、ジョイス・ジョーンズと結婚し、息子ジョン、娘アンを儲けた。1675年9月27日付けの遺言を残し、1677年6月6日開封された。彼の死後、未亡人ジョイスは、ジェームズ・イェーツと結婚した。[17]
- ウィリアム・ワシントン (1641年10月14日洗礼)　[16]
- エリザベス・ワシントン (1636年8月17日洗礼) - ランボールドと結婚。[16]
- マーガレット・ワシントン - ジョージ・タルボットと結婚。[16]
- マーサ・ワシントン - 1678年にバージニア州に移住し、ロンドンの商人ニコラス・ヘイワードの息子でバージニア州のサミュエル・ヘイワードと結婚した。1697年5月6日付けの遺言を残し、1697年12月8日公開された。[17]